# Avdijivka
Avdijivka er en by i Donetsk oblast i Ukraine. Byen ligger i centrum af oblasten, umiddelbart nord for det regionale centrum, Donetsk. Byen er grundlagt i 1770. I byen ligger det store Avdijivka Koksværk. 1. januar 2022 havde Avdijivka en anslået befolkning på 31.392. Under den russiske invasion af Ukraine i 2022 førte voldsomme kampe til, at Avdijivka stort set blev ødelagt, og det meste af befolkningen flygtede og det vurderes at befolkningstallet i oktober 2023 var faldet til 1.600 og derefter "lidt over 1.000", der for det meste boede under jordoverfladen. Den 17. februar 2024 blev byen erobret af russiske styrker. De ukrainske styrker trak sig tilbage for at undgå at blive omringet.

## Historie
Byen er grundlagt i 1770 af flygtede stavnsbundne bønder fra Kursk, Voronezh og Poltava. Byen er opkaldt efter den første bosætter; Avdiivka.
I 1884 åbnede en togstation i byen.
Fra Krigen i Donbass i 2014 var Avdijivka frontlinjeby idet oprørere støttet af Rusland havde taget kontrol over de ukrainske områder omkring Donetsk og udråbt den separatistiske Folkerepublikken Donetsk. Der var et slag ved byen i 2017.
Avdijivka lå inden for de påståede grænser af de af af Rusland annekterede områder i Ukraine i september 2022.
Under den russiske invasion af Ukraine i 2022 førte voldsomme kampe til, at Avdijivka stort set blev ødelagt, og det meste af befolkningen flygtede. Kampsituationen blev sammenlignet med en lignende forsvarskamp i Bakhmut, der dog foregik over længere tid og involverede flere soldater. kampene 1. januar 2022 havde Avdijivka en anslået befolkning på 31.392. Grundet intensiverede krigshandlinger i 2023-2024 vurderes det at befolkningstallet i oktober 2023 var faldet til 1.600 og derefter "lidt over 1.000", der for det meste boede under jordoverfladen. Den 17. februar 2024 blev byen erobret af russiske styrker. De ukrainske styrker trak sig tilbage for at undgå at blive omringet.